# Montaža
Montáža,
pritrjevanje, dajanje stroja, sklopa, sestavnega dela dokončno na določeno mesto in njegova pritrditev; nameščanje, postavljanje, tudi izdelovanje naprave iz vnaprej pripravljenih delov, sestavljanje.